# Oltre il duemila
Oltre il duemila è uno sceneggiato televisivo, diretto da Piero Nelli. È andato in onda, sul Secondo Canale della Rai con 2 episodi il 9 giugno e 8 luglio del 1971.

## Episodi
| nº | Titolo                | Data          |
| -- | --------------------- | ------------- |
| 1  | La fabbrica dell'uomo | 9 giugno 1971 |
| 2  | Il computer           | 8 luglio 1971 |